# Andreas Shipanga
Andreas Zack Shipanga (* 26. Oktober 1931 in Ondangwa, Südwestafrika; † 10. Mai 2012 in Uuhehe) war ein namibischer Politiker.
Shipanga erlangte durch die sogenannte „Shipanga-Rebellion“ Bekanntheit, bei der eine Gruppe von Mitgliedern der SWAPO eine neue Führung wählen wollten, in diesem Zuge aber ohne Gerichtsverhandlung inhaftiert wurden. Er saß von 1976 bis 1978 in Sambia und anschließend Tansania in Haft. Nach seiner Freilassung gründete er die Partei SWAPO Democrats (SWAPO-D) und war als solcher von 1987 bis 1988 Minister in der Übergangsregierung der nationalen Einheit.

## Früher Lebensweg
Shipanga erhielt 1952 seinen Abschluss als Lehrer (Teacher’s Training Certificate) in Ongwediva. Kurz danach begann er eine lange Zeit des Reisens, um sich in anderen Ländern weiterzubilden, was für Schwarze nach 1948 aufgrund der Apartheidgesetze eigentlich verboten war. Shipanga begann seine Reise in Angola und zog anschließend nach Südafrika und später nach Süd-Rhodesien.

## Politische Laufbahn

### SWAPO
1957 schloss sich Shipanga in Kapstadt der Bewegung von Andimba Toivo ya Toivo und Fillemon Mifima an, die die Unabhängigkeit Namibias geplant hatten. Er war Mitbegründer des Ovamboland People’s Congress (OPC), der Vorgängerorganisation der Ovamboland People’s Organisation (OPO) und der SWAPO. 1960 kehrte Shipanga nach Südwestafrika zurück und ging drei Jahre später ins Exil, wo er den Aufbau der SWAPO-Büros und militärischer Trainingseinrichtungen begleitete. Er war SWAPO-Vertreter in Kinshasa und später bis 1969 in Kairo. Dort heiratete Shipanga Esmé. Von 1970 bis 1976 diente Shipanga als Informationssekretär der SWAPO.

### SWAPO Democrats
Mitte der 1970er Jahre steigerte sich der Unmut Shipangas über die inneren Angelegenheiten der SWAPO. Er bemängelte eine zunehmende Korruption und den Missbrauch von Spendengeldern. Er schlug deshalb vor, dass eine neue Parteiführung gewählt werden müsse und drängte deshalb auf die Einberufung eines Parteikongresses. Dieses Vorgehen von ihm wurde als Shipanga-Rebellion bezeichnet und führte 1976 in Sambia zu seiner Verhaftung.
Nach seiner Freilassung 1978 beantragte Shipanga Asyl im Vereinigten Königreich, dessen Staatsangehörige seine Ehefrau war. Noch im selben Jahr entschied sich Shipanga nach einer kurzen Reise nach Schweden in seine Heimat zurückzukehren und die SWAPO-D zu gründen. Bei der ersten freien Wahl 1989 gewann seine Partei keinen Sitz und wurde wenig später 1991 aufgelöst.